# Askani
O Askani é uma organização fictícia do Universo Marvel no futuro/linha do tempo alternativa designada como Terra-4935, também conhecida como Terra Askani. É também o nome de vários personagens que trabalham para a organização e sua filosofia. O Askani desempenha um papel importante na série As Aventuras de Ciclope e Fênix, Askani'son, As Aventuras de Ciclope e Fenix e Cable.

## História
O Askani era originalmente um pequeno grupo, fundado dois mil anos no futuro, por Rachel Summers. Rachel tinha sido um membro de Excalibur e foi arrastado para a timestream para o futuro, quando ela trocou de lugar com o Capitão-Bretanha. Chegando no futuro, Rachel descobriu um mundo dominado pela Apocalipse mutante imortal. Ela tropeçou em um menino mutante chamado Blaquesmith, que, por causa de sua bondade, levou-a a um grupo chamado "Ordem de Testemunhas". Eles se ofereceram para ajudá-la em sua missão de matar Apocalipse, cujas forças haviam derrotado uma série de grupos de resistência, como o Xavier Collective, os descendentes de Xavier, e até mesmo a segurança Enforcers Xavier. Ao longo de vários meses, ela reuniu um bando desorganizado de seguidores e quase foi morto por Diamanda Nero, segundo-em-comando do Apocalipse. Diamanda foi para a Ordem e matou todos, mas seu líder e uma banda de crianças antes de Rachel pudesse detê-la. Depois que seus seguidores começaram a chamá-la de "Mãe Askani", "Askani", que significa "Forasteiro", bem como "Lady Brilhante".
Rachel levou seu grupo, chamado de Askani após seu apelido, em uma tentativa de emular o X-Men. Sendo habilitada pelos restos da Phoenix-Entidade, Rachel foi um dos seres mais poderosos do planeta e sob sua liderança a Askani tornou-se uma ameaça para Apocalipse. Ela recrutou outro viajante do tempo, Tanya Trask, agora conhecido como "Santidade", que se tornou seu segundo-em-comando ao longo do tempo. Medida que ela crescia, Rachel ficou mais fraco, porém, enquanto Apocalipse, ser imortal, ficou tão poderoso como nunca, de modo que ela concebeu um plano para parar Apocalipse uma vez por todas.
No século XX Rachel tinha um irmão, Nathan Christopher Summers, cujos poderes latentes rivalizava com Rachel própria. Nathan ainda era uma criança na época, mas Rachel sabia que Apocalipse temia as competências da criança e tentar matá-lo. Um dos Askani ofereceu e foi transformado em um ser de pura energia, desistindo de seu corpo. Esta mulher, conhecida apenas como irmã Askani, voltou no tempo para o século XX mas descobriu que era tarde demais; Apocalipse já havia infectado com Nathan, um vírus tecno-orgânico letal. Para Ciclope, o pai de Nathan, Askani ofereceu para levar a criança para o futuro, onde ele poderia ser curado, mas advertiu que a criança nunca iria voltar. Diante de tanto a morte do filho ou nunca vê-lo novamente, Ciclope fez a única escolha possível: ele entregou a criança.
Askani levou a criança (e o ser conhecido como navio que agora vive dentro de techno-orgânicos do corpo de peças de Nathan) e voltou ao seu próprio tempo. Chegando, o Askani descobriu que a doença era mais grave do que o esperado e foi tomada a decisão de clonar a criança (apesar dos protestos por vários membros que a clonagem era contra o sistema de crenças Askani). A criança foi clonado, mas a Askani então notou algo estranho. De alguma forma, o processo de clonagem tinha estabilizado a doença em Nathan. Eles tiveram pouco tempo para investigar, como base do Askani foi atacada pelas tropas de Apocalipse (que mais tarde seria revelado que a santidade deles tinha traído). Com suas últimas forças Mãe Askani espirituoso Ciclope e sua esposa Jean Grey para o futuro em corpos clonados para elevar o jovem Nathan. Ciclope e Jean, que se autodenominam "Slym" e "Redd", saiu com a criança. O clone foi capturado pelas tropas de Apocalipse e mais tarde se tornaria Conflyto, inimigo de ambos Apocalipse e o Askani. Mãe Askani entrou em coma pouco depois e nunca iria despertar fisicamente de novo, embora seu espírito ajudaria Nathan às vezes.
Os restos mortais do Askani foram retomados pela santidade, que agora se chamava Madame Santidade. Ela transformou-o no Askani Irmandade. Embora oficialmente chamado de Sisterhood, o Askani também tinha muitos homens que trabalham para eles. Ela experimentou mais com tempo de viagem, e fundou uma seita baseada nos princípios Askani no século XX. Ela também enviou Ciclope e Jean de volta no tempo para o século XIX para garantir a criação de Senhor Sinistro, que tinha sido instrumental no nascimento de Nathan. Depois de Apocalipse foi derrotado, Ciclope e Jean voltou ao presente e Nathan permaneceu sozinho.
O mundo estava agora governado pelo novo-cananeus, uma facção que seguiu a filosofia de Apocalipse. Nathan entrou em contato com o Askani Sisterhood, quando ele era um adolescente. O Askani queria que o menino para se juntar, sendo o profetizado "Askani'Son". Ele descobriu que a santidade só estava interessado em seu próprio poder e bem-estar, porém, e ele se recusou a participar. Ele fez apaixonar-se por um dos seguidores de santidade, a Aliya, que acabaria por levar o nome Jenskot para honrar ambos os pais de Nathan (Jean + Scott = Jenskot). Inconformada com filosofias de santidade, a Nathan, Aliya, e melhor amigo de Nathan Tetherblood decidiu dividir  para criar a sua própria versão do que o Askani deve ser. Vários dos seguidores de Santidade se juntaria a eles mais tarde. Enquanto isso, a santidade foi abordado por clone de Nathan, Conflyto, e a mulher louca aceita para treiná-lo.
o New Cananeus quase dizimou os restos do Askani, e um pequeno grupo permaneceu sob a liderança de Nathan, agora conhecido como o Askani Clan Chosen. Nathan começou a chamar-se Cable, e depois de Aliya morreu e Stryfe seqüestrado seu filho, Tyler, Cable veio ver de viagem no tempo como a maneira de parar Apocalipse. Cable fez várias viagens a outros períodos de tempo, finalmente, decidir sobre o fim do século XX / início do século XXI como o período crítico em que foi moldado o futuro. Durante estes tempo-viaja o Chosen Clan foi mais e mais reduzida, apenas meia dúzia de membros foram restante quando visto pela última vez. Cable trouxe seu amigo Garrison Kane para o futuro para ser curado. Ele voltou um ano mais tarde para pegar Garrison novamente e levar o Escolhido Clan em um ataque na máquina do tempo final disponível. O ataque teve sucesso e Cable e Kane voltou no tempo. Pensava-se que as ações de cabo no passado tinha erradicado esse cronograma, mas desde então tem sido afirmado (em Handbook realidades alternativas da Marvel) que a realidade Askani ainda existe como uma linha do tempo divergente.
Cable tem espalhado a filosofia Askani e idéias no presente, vendo Askani como uma maneira de construir uma base sólida para o futuro.